# Ung vármegye
Ung vármegye (szlovákul: Užská župa) közigazgatási egység volt a Magyar Királyság északkeleti részében. Területe ma Ukrajna, Szlovákia és Magyarország része.

## Földrajza
A vármegye északi, nagyobbik része hegység, déli része síkság volt. Az északi részén a Kárpátok északkeleti csoportja, délnyugati részén az Alföld nyúlványa feküdt. Fő folyója az Ung és a Tisza.
Északról Galícia, keletről Bereg vármegye, délről Zemplén és Szabolcs vármegyék, nyugatról pedig Zemplén vármegye határolta.

## Történelme
A vármegye kialakításának időpontja vitatott. Egyrészt I. Szent István alapításának tartják, másrészt 1085 tájára keltezik. 1313 óta nemesi vármegye, amely a 14. század elején Aba Amadé és fiai örökbirtoka volt. I. Károly 1317-ben foglalta vissza. A három részre szakadt ország idején rövid megszakítással a Királyi Magyarország területéhez tartozott.
II. József közigazgatási reformja idején a IV. Munkácsi Kerületbe tartozott. 1851-1860 között a III. Kassai Kerület része.
1918-tól a vármegye két község (Záhony és Győröcske) kivételével csehszlovák megszállás alatt volt, és ezt a trianoni békeszerződés 1920-tól véglegesítette. A Magyarországon maradt terület az 1923-as megyerendezéskor egyesült Szabolcs vármegyével és létrejött az 1938-ig fennállott Szabolcs és Ung k.e.e. vármegye.
Ung vármegye egy része az I. bécsi döntéssel 1938-tól Magyarország része lett, ekkor azonban a két már említett községet véglegesen Szabolcshoz csatolták, annak része azóta is, viszont Ung megyéhez kerültek egyes községek, melyek 1918 előtt Zemplén vármegyéhez (Abara, Deregnyő, Hegyi, Kisráska, Mészpest és Nagyráska), Bereg vármegyéhez (Kisdobrony és Nagydobrony), illetve Szabolcs vármegyéhez (Eszeny, Szalóka és Tiszaágtelek) tartoztak. Ung azonban e kiegészítésekkel is a legkisebb megye volt a megnagyobbodott Magyarországon (716 km², ill. 80,7 ezer fő). Az 1918 előtti Ung megye hegyvidéki része 1939-ben, Kárpátalja megszállása következtében került magyar fennhatóság alá 1944-ig, ez a rész azonban nem a vármegyéhez, hanem az Ungi közigazgatási kirendeltséghez került.
A II. világháború után visszaálltak az 1938 előtti országhatárok, 1945-ben azonban Csehszlovákia átadta Kárpátalját a Szovjetuniónak, azon belül Ukrajnának, és az egykori Ung megyének csak kisebb, nyugati részét tartotta meg.
Keleti, a Szovjetunióhoz került része Ukrajna Kárpátontúli területéhez tartozott, s ez nem változott a Szovjetunió 1991-es széthullásával sem. Csehszlovákia 1993-ban történt felbomlását követően az oda tartozott részt Szlovákia örökölte és az 1996-os közigazgatási reform óta ez a Kassai kerülethez tartozik.

## Lakossága
A vármegye összlakossága 1910-ben 160.282 személy volt, ebből:
- 61.711 (38,50%) ruszin
- 53.824 (33,58%) magyar
- 36.364 (22,69%) szlovák
- 8.383 (5,23%) német

## Közigazgatása

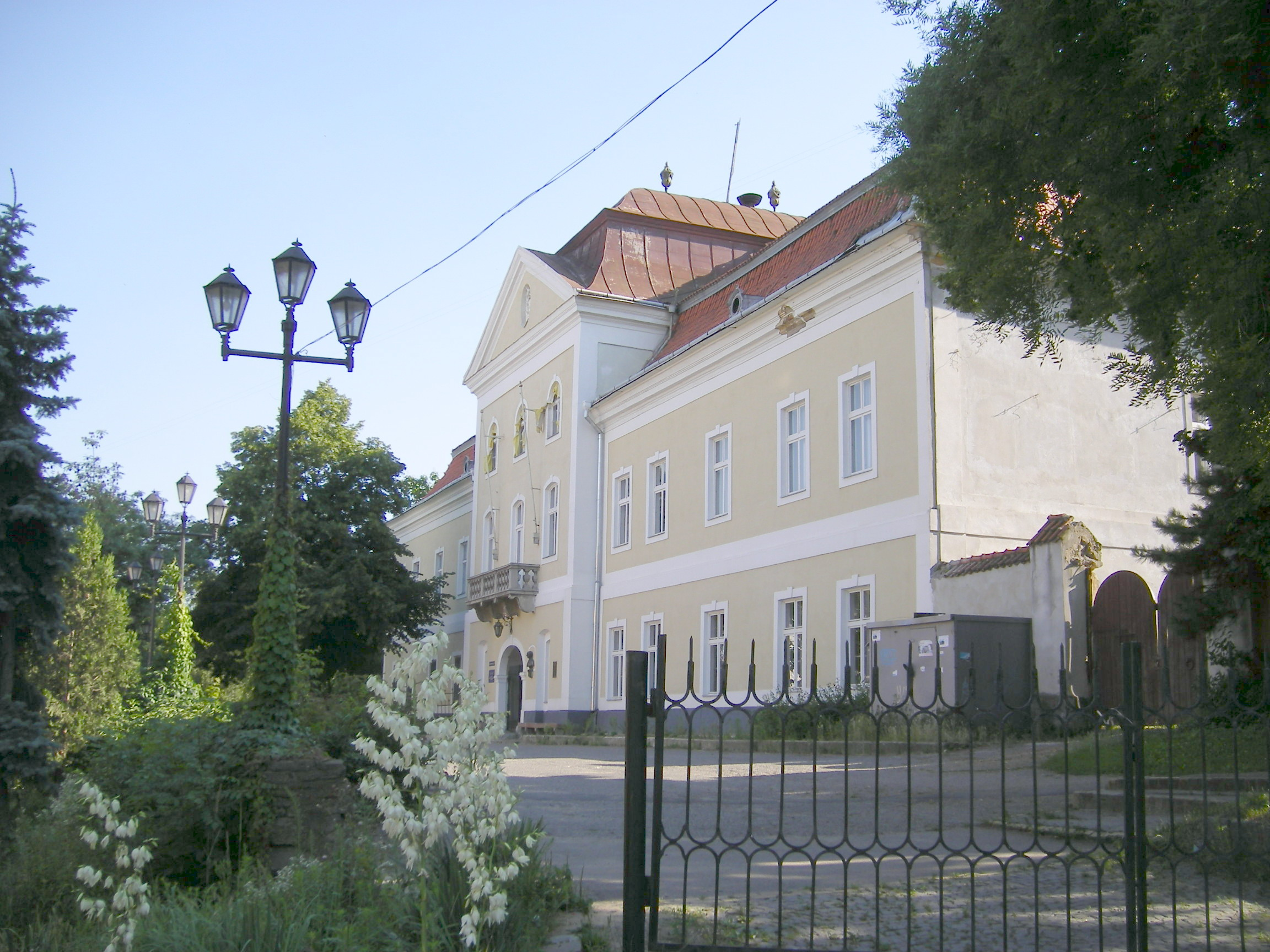
A régi ungi vármegyeháza Ungvárott

### Járásai
A vármegyében az alábbi járások működtek a 19. század utolsó harmadától 1918-ig:
- Nagybereznai járás(wd), székhelye Nagyberezna
- Nagykaposi járás(wd), székhelye Nagykapos
- Szobránci járás(wd), székhelye Szobránc
- Ungvári járás(wd), székhelye Ungvár
- Perecsenyi járás(wd), székhelye Perecseny (1901-ben szervezték)
- Szerednyei járás(wd), székhelye Szerednye (1909-ben szervezték)

1938–44 között, amikor a vármegye átmenetileg ismét Magyarországhoz tartozott, két járása volt:
- Nagykaposi járás, székhelye Nagykapos
- Ungvári járás, székhelye Ungvár

### Városai
Ung vármegye egyetlen városa Ungvár volt, mely 1871-től rendezett tanácsú város, 1939-1944 között viszont törvényhatósági jogú város volt, vagyis ekkor már nem tartozott a megyéhez.

## A vármegye címere
A vármegye címere 1571-ből ismert. A két részre vágott pajzs felső kék mezejében arany koronából egy szemben álló páncélos koronás vitéz emelkedik ki, s mindkét kezében három szál arany búzakalászt tart, míg az alsó vörös mezőben két ezüst pólya látható. A pajzsra koronás sisak van téve, melyről jobbra arany és kék, balra ezüst és vörös foszlányok lengnek alá.